# Heterodontozaurokształtne
Heterodontozaurokształtne (Heterodontosauriformes) – grupa dinozaurów z rzędu dinozaurów ptasiomiednicznych (Ornithischia)
Takson ten utworzono po odkryciu szczątków jinlonga i zauważeniu, dzięki jego pierwotniejszym cechom wśród marginocefali, pokrewieństwa tych ostatnich z rodziną heterodontozaurów. W 2007 r. bliskie pokrewieństwo między marginocefalami a heterodontozaurami zostało zakwestionowane przez autorów opisu eokursora, według których heterodontozaury są bazalnymi dinozaurami ptasiomiednicznymi.
. Pozycja systematyczna rodziny heterodontozaurów i stopień jej pokrewieństwa z marginocefalami pozostaje przedmiotem sporów.

## Taksonomia
Heterodontosauriformes
- Heterodontosauridae
- Marginocephalia
  - Ceratopsia
  - Pachycephalosauria